# Науки про Землю
Науки про Землю, геонауки — науки, що займаються вивченням планети Земля.

## Історія
Перші системні праці з наук про землю, що з'явилися в античному світі («Про камені» Теофраста, «Природнича історія» Плінія, «Географія» Страбона), а також праці середньовічних вчених Сходу («Мінералогія» Аль-Біруні та ін.) були відомі лише обмеженому колу європейських учених, причому їх вивчення зосереджувалось здебільшого в християнських монастирях. Тривалий час єдиним доволі розповсюдженим рукописом, що описував гірничо-металургійну справу, був латинський манускрипт «Schedulum devirsae artiae» («Мистецтво витоплення металів»), який було написано близько 1000 р. монахом Теофілом (Теофілусом Монком). У ньому подані поради, як силами монастирів виплавляти різні метали й сплави та «скеровувати це мистецтво на славу церкви».
Перші систематичні публікації у вигляді самостійних творів гірничої тематики з'являються в останній чверті XV ст. у Німеччині (найбільш показовими є твори А. Магнуса). На межі XV й XVI ст. бургомістром міста Фрайберга У. Кальвом була створена «Докладна й корисна книжка про те, як шукати й знаходити руди, про різноманітні метали, з відповідним зображенням гір, з додатком їх назв, корисна рудокопам-початківцям». Книга слугувала гірникам своєрідним посібником-самовчителем і мала скорочену назву «Гірнича книжечка» («Bergbuchlein»). На початку XVI ст. У. Кальвом у Фрайберзі була заснована так звана Гуманітарна школа, де, серед іншого, викладалися основи гірничого мистецтва.
Цікаві винаходи та технічні ідеї, дотичні до розробки корисних копалин, залишив у своїх рукописах Леонардо да Вінчі (перша конструкція екскаватора-драглайна, копальне колесо, бурильне обладнання, випробування рамних конструкцій тощо). Він значно розширив геологічні уявлення свого часу, розробивши гіпотезу утворення уламкових гірських порід, як результат руйнівної, транспортувальної, сортувальної та осаджувальної дії водних потоків.
У XVI ст. розвиток і систематизація гірничо-металургійних знань були пов'язані насамперед з працями трьох видатних вчених — Ґеоргіуса Аґріколи (1494—1555 рр.), Ванноччо Бірінгуччо (1480—1539 рр.) та Себастьяна Мюнстера (1489—1552), які залишили після себе фундаментальні праці енциклопедичного характеру.
Видатний німецький учений, один з першозасновників гірничої науки Георгіус Агрікола (Георг Бауер) здобув освіту в університетах Лейпцига, Падуї та Болоньї, де йому були присуджені наукові ступені доктора філософії та доктора медицини. Захоплювався творами античних і арабських вчених (його книги рясніють посиланнями й цитатами з рукописів цих авторів). Зацікавленість гірництвом виникла під час роботи в італійських університетах і була пов'язана з використанням мінералів як складників лікувальних засобів. У 1526 р. (у віці 32 років) Аґрікола повернувся в Саксонію, але оселився в чеському місті Санкт-Йоахімшталь (нині Яхимов), центрі гірничо-металургійного промислу Рудних Гір. Саме тут учений розпочав системні дослідження мінералів, гірничих технологій і металургійного мистецтва. Помітно сприяв йому в цьому батько дружини, власник кількох поліметалічних рудників. З 1533 р. Аґрікола жив у Хемніці, двічі обирався бургомістром міста, обіймав посаду придворного історика саксонського герцога Моріца.
1530 р. вийшла його перша книга «Берманус, або діалог про гірничу справу та металургію», де у формі платонівської школи був виписаний цікавий діалог між знавцем гірничорудної справи Берманусом та його друзями медиками Невієм і Анконом. Протягом наступних двох десятиріч вийшло більше десяти книг Аґріколи з царини геології, гірництва, витоплення металів, філософсько-культурного осмислення феномену гірничої справи та металургії. Праця «Про природу корисних копалин» стала базисною для подальшого наукового розвитку мінералогії. Виходячи ще з ранніх творів Аґріколи, нідерландський учений-гуманіст, письменник і богослов Еразм Ротердамський передбачав: «У найближчому майбутньому він буде на першому місці серед великих учених».
У 1533 р. Аґрікола розпочав роботу над фундаментальною енциклопедичною працею «De Re Metallica» («Про гірництво та металургію»), яка була завершена 1550 р. і за шість років вийшла друком у швейцарському Базелі в славетному видавництві Фробона (вже після смерті автора). Текстовий матеріал був ілюстрований 275 чудовими гравюрами, для виготовлення яких Аґрікола залучив найкращих художників свого часу.
Сучасник Аґріколи, відомий італійський алхімік і металург Ванноччо Бірінгуччо тривалий час вивчав і систематизував гірничо-металургійний досвід країн Священної Римської Імперії. Він уславився як майстер-ливарник, що виготовляв для Флорентійської республіки неперевершені гарматні стволи (мабуть, найбільші для свого часу). Головним науковим твором Бірінгуччо була десятитомна технічна енциклопедія «Pyrotechnia» («Піротехнія»). Назва праці перекладається як «вогняне ремесло», тобто опис промислів, пов'язаних із використанням вогню. У перших частинах енциклопедії наведені тогочасні геологічні уявлення, описи родовищ, способи видобутку й збагачення деяких рудних мінералів. Важливе значення мали практичні відомості про хімічні, гірничі й металургійні технології, описи плавильних печей, повітродувних міхів тощо. У дев'ятій книзі були розкриті основні алхімічні ідеї, але сам автор, розглядаючи технологічні процеси, однозначно віддавав перевагу дослідним даним, а не алхімічним теоріям.
«Піротехнія», яка вийшла італійською розмовною мовою 1540 р., стала першою в Європі енциклопедією технічних наук й набула великої популярності (значною мірою завдяки французькому перекладу, здійсненому 1558 р). Відомо, що енциклопедія Бірінгуччо була подарована Ґеоргіусу Аґріколі венеційським патрицієм Бадаеро. Зберігся відгук засновника гірничо-металургійної науки на «Піротехнію». Високо оцінюючи обізнаність автора та красномовство викладу, Агрікола зокрема відзначав, що його книги й праця Бірінгуччо за змістом немов би доповнюють одна одну, оскільки багато технологічних питань «Піротехнія» порушує лише частково.
1544 р. вийшла друком ґрунтовна праця видатного німецького вченого, францисканського монаха Себастьяна Мюнстера «Cosmographia» («Космографія», рис. 4.252). Серед різноманітних історико-географічних даних, книга містила багато гірничої інформації. Розглядались питання видобутку й збагачення корисних копалин, наводились конструкції підйомних, водовідливних, вентиляційних і збагачувальних машин, рушієм яких слугував водний потік. Мюнстер, не маючи професійних знань у гірничій галузі, спирався на праці античних авторів і своїх сучасників (значною мірою на роботи Ґ. Аґріколи), про що шляхетно повідомив читачів. Свідченням великого успіху «Космографії» було 24 перевидання цієї праці впродовж одного століття, як мовою оригіналу (німецькою), так і в перекладах латиною, чеською, французькою, італійською та англійською мовами. Серед ілюстраторів книги були такі видатні майстри, як Ганс Гольбейн, Урс Граф, Давид Кандел та ін.
Серед важливих для гірників видань слід також назвати «Швацьку гірничу книгу» («Schwazer bergbuch»), видану в 1556 р. Вона втілила в собі багаторічний досвід розробки багатих срібних родовищ Шваца (Тіроль, Австрія) і набула значної популярності серед гірників Священної Римської Імперії. Найбільш фундаментальною гірничою книгою XVII ст. вважають «Доповідь про гірниче підприємство» («Bericht vom Bergwerk») німецького інженера Г.Льохнейса (1617 р.), яка подібно до праці Ґ. Аґріколи увібрала майже всі гірничі знання свого часу. Перша книга, яка була повністю присвячена маркшейдерській справі, вийшла 1686 р. у Німеччині: І. Фойгтель «Підземна геометрія або маркшейдерське мистецтво».

## Основні науки про Землю
- Географія
  - Геоморфологія
  - Палеогеографія
- Геологія
  - Геохімія
  - Мінералогія
    - Кристалографія

  - Петрологія і Петрографія
    - Петрофізика

  - Седиментологія
  - Стратиграфія
  - Тектоніка
  - Ґрунтознавство
  - Вулканологія
- Геодезія
- Геофізика
  - Сейсмологія
- Гідрологія
  - Гідрологія суші
    - Гідрогеологія
    - Гляціологія
    - Лімнологія
    - Потамологія

  - Гідрогеологія
  - Океанологія
    - Океанографія
    - Палеоокеанологія(інші мови)
- Гляціологія
- Метеорологія
  - Кліматологія
    - Палеокліматологія
- Геоінформатика
  - Геостатистика